# Кофлер, Эдуард
Эдуард Кофлер (Edward Kofler; 16 ноября 1911, Бережаны, Польша — 22 апреля 2007, Цюрих, Швейцария) — известный польский и швейцарский математик, внёсший заметный вклад в теорию игр (англ. game theory) и нечёткую логику (англ. fuzzy logics), автор теории линейной частичной информации.

## Биография
Родился в городу Бережаны, Польша (сейчас Украина). Окончил львовский университет, где изучал математику, теорию игр как ученик Гуго Штейнгауза и Стефана Банаха и краковской университет где изучал педагогику. После окончания дипломной работы в 1939 году Э. Кофлер вернулся домой в семью в город Коломыя (сейчас Украина), где учил математике в польской школе. После наступления немцев на город 1 июля 1941 года он смог убежать в Казахстан со своей супругой. Там, вблизи города Алма-Ата, он руководил польской школой с приютом для сирот. После завершения Второй мировой войны Э. Кофлер вернулся в Польшу совместно с сиротами в 1946 году. В Польше он поселился и создал семью.
С 1959 года принял должность ассистента в варшавском университете на факультете экономики. В 1962 году получил степень доктора (диссертация Экономические решения с применением теорий игр (англ. Economic Decisions, Applying Game Theory)) и стал адъюнкт-профессором на факультете социальных наук варшавского университета по специальности эконометрия.
В 1969 году Э. Кофлер эмигрировал в Швейцарию, где принял должность профессора в университете Цюриха в Институте эмпирических экономических исследований (англ. Institute for Empirical Research in Economics) и научного консультанта швейцарского Национального научного Фонда (англ. Swiss National Science Foundation). В Цюрихе Э. Кофлер разработал в 1970 году свою теорию линейной частичной информации (англ. Linear Partial Information, LPI), применяемой для принятия решений на основании нечёткой логики, то есть неполной или неаккуратной доступной информации.
Э. Кофлер работал как приглашённый профессор в университетах в Ленинграде, в Гейдельберге (Германия), в университете МакМастер (Гамильтон, Онтарио, Канада) и Лидс (Великобритания). Он работал совместно со многими известными специалистами в области теории информации, в частности, с Николаем Воробьёвым в Советском Союзе, Оскаром Ланге в Польше, Гюнтером Менгесом в Германии, Гайди Шельберт и Петером Цвайфелем в Швейцарии. Э. Кофлер является автором множества книг и статей. Умер в возрасте 96 лет в Цюрихе.